# كأس ألبانيا 1964–65
كأس ألبانيا 1964–65 (بالألبانية: Kupa e Republikës 1964-65‏) هو موسم من كأس ألبانيا. أشرف على تنظيمه اتحاد ألبانيا لكرة القدم، وفاز فيه نادي فلازنيا شكودر.